# Melissa Duncan
Melissa Duncan (* 30. Januar 1990 in Melbourne) ist eine australische Leichtathletin, die im Mittel- und Langstreckenlauf an den Start geht.

## Sportliche Laufbahn
Erste Erfahrungen bei internationalen Meisterschaften sammelte Melissa Duncan im Jahr 2007, als sie bei den Jugendweltmeisterschaften in Ostrava in 4:20,24 min den vierten Platz im 1500-Meter-Lauf belegte. Nach zahlreichen wenig erfolgreichen Jahren wurde sie bei den IAAF World Relays 2014 in Nassau in 8:13,26 min gemeinsam mit Brittany McGowan, Zoe Buckman und Selma Kajan Dritte in der 4-mal-800-Meter-Staffel hinter den Teams aus den Vereinigten Staaten und Kenia. Zudem wurde sie auch in der 4-mal-1500-Meter-Staffel mit neuem Ozeanienrekord von 17:08,65 min gemeinsam mit Zoe Buckman, Bridey Delanay und Brittany McGowan Dritte hinter Kenia und den USA. Ende Juli startete sie über 1500 m bei den Commonwealth Games in Glasgow und belegte dort in 4:14,10 min den zehnten Platz. Im Jahr darauf belegte sie bei den IAAF World Relays 2015 auf den Bahamas in 10:46,94 min den vierten Platz mit der Distanz-Staffel und schied im Sommer bei den Weltmeisterschaften in Peking mit 4:09,29 min in der Vorrunde über 1500 m aus. 2016 klassierte sie sich bei den Hallenweltmeisterschaften in Portland mit 4:09,69 min auf dem sechsten Platz und bei den Crosslauf-Weltmeisterschaften 2019 in Aarhus wurde sie nach 38:47 min 26. Ende Juni siegte sie in 15:41,44 min im 5000-Meter-Lauf bei den Ozeanienmeisterschaften in Townsville und erhielt damit ein Freilos für die Weltmeisterschaften in Doha, bei denen sie mit 15:37,37 min den Finaleinzug verpasste. Bei den Crosslauf-Weltmeisterschaften 2024 in Belgrad wurde sie nach 35:40 min 53. im Einzelrennen.

## Persönliche Bestzeiten
- 1500 Meter: 4:05,56 min, 11. Juni 2015 in Oslo
  - 1500 Meter (Halle): 4:06,93 min, 14. Februar 2016 in Boston
- Meile: 4:26,9 min, 11. Juli 2014 in Dublin
- 3000 Meter: 8:55,61 min, 29. April 2021 in Melbourne
- 5000 Meter: 15:18,43 min, 8. Juni 2018 in Nijmegen